# Far Cry (videogioco)
Far Cry è un videogioco del genere sparatutto in prima persona del 2004 sviluppato da Crytek e pubblicato da Ubisoft. È il primo capitolo della serie Far Cry. Ambientato in un misterioso arcipelago tropicale, Far Cry segue le vicende di Jack Carver, un ex agente delle forze speciali americane, alla ricerca di una giornalista scomparsa poco dopo che la loro barca è stata distrutta da dei mercenari. Mentre esplora l'isola, Jack inizia a scoprire gli orribili esperimenti genetici condotti sulla fauna selvatica locale e deve affrontare lo scienziato pazzo dietro tutto questo. Il gioco è stato rilasciato per Microsoft Windows nel marzo 2004 e per PlayStation 3 e Xbox 360 un decennio dopo.
Far Cry è stato elogiato per la sua grafica, il gameplay e il livello di libertà concesso ai giocatori. Il gioco è stato anche un successo commerciale, vendendo oltre 730.000 unità entro quattro mesi dalla pubblicazione e oltre 2,5 milioni di unità nel corso della sua vita. Il successo di Far Cry ha portato a diversi sequel indipendenti sviluppati da Ubisoft, oltre ai remake Far Cry Instincts e Far Cry Instincts: Evolution. Un omonimo adattamento cinematografico è uscito nel 2008.

## Trama
Jack Carver, ex-soldato dei Berretti Verdi, si trova sulla sua barca nei mari della Micronesia, nel Pacifico meridionale, con il compito, all'apparenza semplice, di scortare la giornalista Val Cortez sull'isola di Kabatu.
Dopo che Val si allontana con una moto d'acqua, la barca viene colpita da un missile e Carver finisce sott'acqua nell'oceano; Val, si scoprirà poi, nel frattempo viene rapita da misteriosi uomini armati. Carver, grazie a una buona dose di fortuna, riesce a raggiungere l'isola sano e salvo. Viene poi contattato da un uomo di nome Doyle tramite la radio che lo avverte su cosa fare: Carver non ha idea di chi sia ma decide di fidarsi, essendo lui gli unici occhi e orecchie che possiede sull'isola, un'isola che presto si trasformerà in un inferno.
Con l'aiuto di Doyle, Jack parte al salvataggio di Val viaggiando attraverso varie isole, combattendo e uccidendo spietati mercenari al comando del tirannico Richard Crowe. Durante il tragitto avrà anche a che fare con i cosiddetti Trigens, delle bestie geneticamente modificate, e verrà informato da Doyle che l'isola è parte di numerosi esperimenti di ingegneria genetica finanziati dalla Krieger Corporation, società scientifica capitanata dal suo amministratore delegato, il dottor Krieger.
Diventa chiaro che i Trigens stanno diventando per i mercenari un grosso problema da gestire e che gli esperimenti non si limitano a modificare geneticamente le scimmie, ma anche i mercenari stessi.
Jack si infiltra in un vecchio bunker, utilizzato dai giapponesi durante la seconda guerra mondiale, e riesce finalmente a raggiungere Val mentre viene portata in un'altra zona con un elicottero. Il mezzo viene così fermato da Carver ed entrambi si tuffano in mare. Dopo aver raggiunto la spiaggia di un'altra isola, Val, il cui vero nome è Valerie Costantine, rivela che lei è in realtà un'agente segreto della CIA e sta indagando sotto copertura sui terribili esperimenti del dottor Krieger.
Dopo un'ulteriore esplorazione, Jack deve però di nuovo salvare Valerie, dato che i mercenari Trigens sono fuggiti e hanno iniziato una ribellione contro gli stessi mercenari dell'isola. Dopo aver salvato nuovamente Valerie, entrambi si dividono e si riuniscono proprio mentre Jack uccide Crowe. Dalle informazioni di Crowe si apprende che Krieger ha una bomba atomica tattica sull'isola e che intende utilizzare come ultima risorsa per coprire le sue tracce.
Dopo che il Dipartimento della Difesa ha presumibilmente analizzato la situazione, Jack e Valerie rubano l'arma nucleare (nonostante le proteste di Jack) e, prima di entrare nella fabbrica, Doyle avverte che l'agente mutageno potrebbe infettarli al momento dell'esplosione; consiglia loro quindi di iniettarsi un antidoto resistente prima di armare la bomba. I due innescano la bomba ed essa esplode, ferendoli mentre escono dalla fabbrica.
Mentre Jack e Val sono svenuti, Krieger li cattura prima di partire per la sua base principale in elicottero. Jack, buttato giù dall'elicottero, deve combattere attraverso l'area infestata dai Trigens per salvare Val e sfuggire alle isole a costo della vita. Dopo aver raggiunto un deposito di armi mercenarie, Jack nota che il suo braccio è diventato verde. Doyle risponde che la concentrazione di mutageno nell'aria potrebbe essere troppo forte per l'antidoto, ma Krieger sta lavorando a una cura in un laboratorio vicino. Jack si dirige quindi a trovare Krieger, che si è iniettato il mutageno ma viene infine sconfitto.
Col suo ultimo respiro, Krieger rivela che non esiste una cura per il mutageno. Doyle rivela che l'antidoto che hanno preso in precedenza era il mutageno da cui stavano cercando di proteggersi e che ha intenzione di vendere la formula del mutageno sul mercato nero prima di fuggire. Dopo aver combattuto attraverso un'orda di Trigens, Jack raggiunge Doyle e lo uccide. Jack sfugge poi poco prima che il vulcano erutti, vulcano in cui si trovavano i principali uffici di Krieger, e sia lui che Val sono curati dal mutageno e riescono a salpare su una barca.

## Modalità di gioco
La foresta pluviale tropicale fornisce copertura e nascondiglio, di cui il giocatore e i nemici possono trarre vantaggio. I nemici reagiscono dinamicamente alle tattiche e alle azioni del giocatore; se un mercenario solitario individua un giocatore, di tanto in tanto corre in cerca di aiuto, segnalando rinforzi attraverso l'uso di una pistola di segnalazione. I nemici lavorano insieme per aggirare, sorprendere, circondare e fornire fuoco di soppressione, fornendo loro un vantaggio tattico sul giocatore, che, a sua volta, è in grado di individuare e contrassegnare i nemici sulla minimappa attraverso l'uso di speciali binocoli, che garantiscono semplicemente puntandoli verso i nemici la possibilità di ascoltarne le conversazioni da lontano. Più avanti nel gioco, un binocolo termico potrà essere utilizzato per individuare le tracce di calore dei nemici, che altrimenti sarebbero nascosti dal fogliame o dall'oscurità.
L'ambiente è molto variegato e comprende terra, acqua, strutture interne ed esterne, il tutto durante i vari momenti della giornata. Il giocatore ha la capacità di saltare, correre, accovacciarsi e sdraiarsi e guardarsi intorno in tutte le direzioni. Il suono gioca un ruolo importante nel gameplay generale; ad esempio, la posizione generale dei nemici può essere spesso identificata ascoltando i loro passi o le loro conversazioni. Durante il gioco, il giocatore incontra una varietà di armi tra cui scegliere, incluse armi automatiche e granate.
Le mappe aperte consentono al giocatore di completare i propri obiettivi in diversi modi. Quando si è all'aperto, al giocatore viene solitamente presentato un insieme abbastanza semplice di possibili percorsi verso il proprio obiettivo, ma questi non devono necessariamente essere utilizzati. La giungla del mondo tende a estendersi in tutte le direzioni, consentendo ai giocatori di raggiungere diverse angolazioni per gli assalti o addirittura di aggirare completamente i nemici (con abbastanza tempo per manovrare). Tuttavia, durante le sezioni indoor del gioco, il level design tende a perdere questo attributo a favore di un gameplay più tradizionale e lineare.

### Multigiocatore
Il multiplayer prevedeva tre diverse modalità: Deathmatch, Deathmatch a Squadre e Assalto, una modalità di attacco/difesa in cui una squadra deve proteggere tre basi e l'altra deve catturarle. Ubisoft ha chiuso i server online nell'ottobre 2015.

## Sviluppo e pubblicazione
Crytek ha sviluppato un motore di gioco chiamato CryEngine appositamente per Far Cry. Secondo quanto riferito, il gioco è nato da una demo chiamata X-Isle: Dinosaur Island, realizzata da Crytek per mostrare le capacità di Nvidia GeForce 3, e, come è successo con Serious Sam: The First Encounter, è stato poi sviluppato in gioco completo.
Il 10 giugno 2013, Ubisoft ha annunciato che Far Cry Classic sarebbe arrivato su Xbox Live Arcade come parte delle versioni di Microsoft Arcade Summer 2013; il gioco è stato posticipato al 12 febbraio 2014. Far Cry Classic è un remake in HD per PlayStation 3 e Xbox 360, disponibile come versione standalone ed anche come parte di una raccolta chiamata Far Cry: The Wild Expedition.
Ubisoft, nel settembre del 2007, ha deciso di distribuire in modo gratuito quattro titoli per una campagna promozionale, tra cui ricade anche Far Cry. Il videogioco includeva della pubblicità, in modo da ripagare Ubisoft dell'investimento. Ora i download non sono più disponibili.

## Critica
Far Cry ha ricevuto recensioni "generalmente favorevoli", secondo l'aggregatore di recensioni Metacritic.
Far Cry è stato un successo commerciale, con vendite superiori a 730.000 unità dopo quattro mesi dall'uscita. Ha ricevuto una certificazione "Gold" dal Verband der Unterhaltungssoftware Deutschland per le sue prestazioni fino alla fine di giugno 2004. Ciò indicava vendite di almeno 100.000 unità in Germania, Svizzera e Austria. Negli Stati Uniti, Far Cry ha venduto 350.000 copie e ha guadagnato $ 11 milioni per Crytek entro agosto 2006. All'epoca, questo ha portato Edge a dichiararlo il quarantanovesimo gioco per computer più venduto del paese uscito dal gennaio 2000.  Ha anche ottenuto un premio di vendita "Gold" dall'Entertainment and Leisure Software Publishers Association (ELSPA), per vendite di almeno 200.000 copie nel Regno Unito. Nel 2010, Crytek ha annunciato che la versione PC del gioco aveva venduto complessivamente oltre 2,5 milioni di unità.

### Premi
Far Cry ha ricevuto il secondo posto per i premi "Best Shooter" e "Best Graphics, Technical" di GameSpot 2004 su tutte le piattaforme. Ha ricevuto numerosi premi ai German Developer Awards 2004.

## Remake e sequel
L'8 aprile 2004, Ubisoft ha annunciato Far Cry Instincts per Xbox, distribuito in Nord America dal 27 settembre 2005. Il gioco non è un porting diretto del titolo per console; utilizza una premessa simile alla versione originale del PC e ha lo stesso motore, ma è meno aperto e più lineare, a causa della ridotta potenza di elaborazione della console che impedisce il rendering completo delle vaste isole e paesaggi della versione PC. Tuttavia, Instincts ha aggiunto nuove modalità multiplayer, armi, le doppie abilità e abilità selvagge. I porting inizialmente progettati per PlayStation 2 e GameCube furono successivamente cancellati.
Il 28 marzo 2006 Ubisoft ha pubblicato un sequel, Far Cry Instincts: Evolution per Xbox, che ebbe meno successo delle prime versioni di Far Cry. Lo stesso giorno, per Xbox 360, esce Far Cry Instincts: Predator, che contiene essenzialmente sia Instincts che Evolution ma in alta definizione (720p o 1080p). Evolution include una nuova campagna per il giocatore singolo, sebbene sia notevolmente più breve della campagna trovata nel Far Cry Instincts originale. La trama si concentra sul lavoro di Jack Carver per una donna di nome Kade, che si trasforma in una caccia da parte dei governi locali a causa di un insuccesso durante un accordo di armi fallito. Jack incontra di nuovo Doyle, e alla fine si trova a combattere un guerriero nativo di nome Semeru che possiede le stesse "abilità selvagge" di Jack.
Far Cry Vengeance, un gioco basato sul franchise è stato pubblicato come parte della lineup di lancio di Ubisoft per Wii. Il telecomando Wii viene utilizzato per molte delle attività, tra cui guidare veicoli, sparare e correre.
Nel 2008, Far Cry 2 è stato pubblicato da Ubisoft; non è stato sviluppato da Crytek, ma dallo studio di Ubisoft Montreal. Numerosi altri sequel di Far Cry sono stati pubblicati da Ubisoft negli anni a seguire.
Il 2 ottobre 2008 è uscito in Germania un film basato sul videogioco, e il 17 dicembre 2008 nelle sale americane, di cui era stato pianificato un reboot nel 2013 mai realizzato. La versione PC di Far Cry appare nel libro "1001 Video Games You Must Play Before You Die" dell'editore generale Tony Mott.